# Okręg szumadijski
Okręg szumadijski (serb. Šumadijski okrug / Шумадијски округ) – okręg w centralnej Serbii, w regionie Serbia Centralna.

## Podział administracyjny
Okręg dzieli się na następujące jednostki:
- miasto Kragujevac
  - gmina miejska Aerodrom
  - gmina miejska Pivara
  - gmina miejska Stanovo
  - gmina miejska Stari Grad
  - gmina miejska Stragari
- gmina Aranđelovac
- gmina Batočina
- gmina Knić
- gmina Lapovo
- gmina Rača
- gmina Topola

## Demografia
- Serbowie – 289 183 (92,64%)
- Czarnogórcy – 1 822 (0,55%)
- Romowie – 1 606 (0,49%)
- Jugosłowianie – 540 (0,16%)
- Macedończycy – 461 (0,15%)
- Chorwaci – 296 (0,13%)
- Muzułmanie – 189 (0,09%)
- Gorani – 108 (0,05%)
- Rumuni – 102 (0,05%)
- Węgrzy – 75 (0,03%)
- Bułgarzy – 72 (0,03%)
- pozostali – 17 606 (5,64%)